# Simon Kinberg
Simon David Kinberg (Hammersmith, London, 1973. augusztus 2. –) brit-amerikai filmrendező. Leginkább az X-Men-filmek révén ismert, illetve olyan filmek írójaként szolgált, mint a Mr. és Mrs. Smith és a Sherlock Holmes.

## Élete
Hammersmith városában született Monica Mennell-Kinberg és Jud Kinberg gyermekeként. Los Angelesben nevelkedett. Zsidó származású. Kinberg a Brentwood School tanulójaként érettségizett, majd a Brown Egyetemen folytatta tanulmányait. 2003-ban diplomázott a Columbia Egyetemen.

## Magánélete
2001. július 26.-án házasodott össze Mali Heled-del, akitől két fia született. 2014-ben külön váltak, 2017-ben pedig elváltak. 2019-ben vette feleségül Cleo Wade írónőt. 2020-ban született meg a lányuk.

## Filmográfia

### Film
| Év   | Magyar cím                      | Eredeti cím                  | Rendező | Író  | Producer | Megjegyzés |
| ---- | ------------------------------- | ---------------------------- | ------- | ---- | -------- | --- |
| 2005 | XXX 2 – A következő fokozat     | XXX: State of the Union      | Nem     | Igen | Nem      | |
| 2005 | Mr. és Mrs. Smith               | Mr. & Mrs. Smith             | Nem     | Igen | Nem      | Szerep: befektetési bankár #1 |
| 2006 | X-Men: Az ellenállás vége       | X-Men: The Last Stand        | Nem     | Igen | Nem      | |
| 2008 | Hipervándor                     | Jumper                       | Nem     | Igen | Igen     | |
| 2009 | Sherlock Holmes                 | Sherlock Holmes              | Nem     | Igen | Nem      | |
| 2011 | X-Men: Az elsők                 | X-Men: First Class           | Nem     | Nem  | Igen     | |
| 2012 | Kémes hármas                    | This Means War               | Nem     | Igen | Igen     | |
| 2013 | Elysium – Zárt világ            | Elysium                      | Nem     | Nem  | Igen     | |
| 2014 | X-Men: Az eljövendő múlt napjai | X-Men: Days of Future Past   | Nem     | Igen | Igen     | |
| 2014 | Kamuzsaruk                      | Let's Be Cops                | Nem     | Nem  | Igen     | |
| 2015 | Fantasztikus Négyes             | Fantastic Four               | Nem     | Igen | Igen     | |
| 2015 | Hamupipőke                      | Cinderella                   | Nem     | Nem  | Igen     | |
| 2015 | Chappie                         | Chappie                      | Nem     | Nem  | Igen     | |
| 2015 | Mentőexpedíció                  | The Martian                  | Nem     | Nem  | Igen     | Golden Globe-díj a legjobb filmnek - musical vagy vígjáték kategóriában Jelölve - Oscar-díj a legjobb filmnek Jelölve - Producers Guild of America Award a legjobb filmnek Jelölve - National Board of Review Award a legjobb filmnek Jelölve - Broadcast Film Critics Association Award a legjobb filmnek |
| 2016 | Deadpool                        | Deadpool                     | Nem     | Nem  | Igen     | Critics' Choice Movie Award a legjobb vígjáték kategóriában Jelölve - Golden Globe-díj a legjobb filmnek - musical vagy vígjáték kategóriában Jelölve - Producers Guild of America Award a legjobb filmnek                                                                                                 |
| 2016 | X-Men: Apokalipszis             | X-Men: Apocalypse            | Nem     | Igen | Igen     | |
| 2017 | Logan – Farkas                  | Logan                        | Nem     | Nem  | Igen     | |
| 2017 | Gyilkosság az Orient expresszen | Murder on the Orient Express | Nem     | Nem  | Igen     | |
| 2018 | Deadpool 2.                     | Deadpool 2                   | Nem     | Nem  | Igen     | |
| 2019 | X-Men: Sötét Főnix              | Dark Phoenix                 | Igen    | Igen | Igen     | Rendezői debütálás; Jelölve - Arany Málna-díj a legrosszabb előzményfilm, remake, rip-off vagy folytatás kategóriában |
| 2020 | Az új mutánsok                  | The New Mutants              | Nem     | Nem  | Igen     | |
| 2022 | 355                             | The 355                      | Igen    | Igen | Igen     | |
| 2023 | Szeánsz Velencében              | A Haunting in Venice         | Nem     | Nem  | Igen     | |
| 2024 | Légi csibészek                  | Lift                         | Nem     | Nem  | Igen     | |

Vezető producerként
- Abraham Lincoln, a vámpírvadász (2012)
- Halál a Níluson (2022)

Egyéb munkák
| Év   | Magyar cím                             | Eredeti cím                  | Szerep                            |
| ---- | -------------------------------------- | ---------------------------- | --------------------------------- |
| 2015 | Star Wars VII. rész – Az ébredő Erő    | Star Wars: The Force Awakens | Kreatív tanácsadó 'Thanks' kredit |
| 2016 | Zsivány Egyes – Egy Star Wars-történet | Rogue One: A Star Wars Story | 'Thanks' kredit                   |

### Televízió
| Év        | Magyar cím                  | Eredeti cím         | Rendező | Író  | Vezető producer | Alkotó    | Megjegyzés                                                     |
| --------- | --------------------------- | ------------------- | ------- | ---- | --------------- | --------- | -------------------------------------------------------------- |
| 2014–2018 | Star Wars: Lázadók          | Star Wars Rebels    | Nem     | Igen | Igen            | Igen      | 71 epizód                                                      |
| 2016–2019 | A kijelölt túlélő           | Designated Survivor | Nem     | Nem  | Igen            | Nem       | 28 epizód                                                      |
| 2017–2019 | The Gifted – Kiválasztottak | The Gifted          | Nem     | Nem  | Igen            | Nem       | Az X-Men-filmsorozat része                                     |
| 2017–2019 | Légió                       | Legion              | Nem     | Nem  | Igen            | Nem       | Az X-Men-filmsorozat része                                     |
| 2019–2020 |                             | The Twilight Zone   | Igen    | Igen | Igen            | Fejlesztő | A "Blurryman" rendezője és a "Nightmare at 30,000 Feet" írója. |
| 2021      | Invázió                     | Invasion            | Nem     | Igen | Igen            | Igen      |                                                                |